# George Stanley
George Stanley (San Francisco, 29 gennaio 1875 – ...) è stato un attore statunitense del cinema muto. Girò oltre un centinaio di film, apparendo talvolta con il nome di George C. Stanley.

## Filmografia

### Attore
- Sheriff Jim's Last Shot, regia di Rollin S. Sturgeon – cortometraggio (1912)
- Il trionfo del diritto (The Triumph of Right), regia di Rollin S. Sturgeon – cortometraggio (1912)

- After Many Years, regia di Rollin S. Sturgeon – cortometraggio (1912)

- The Angel of the Desert, regia di Rollin S. Sturgeon – cortometraggio (1913)
- The Joke on Howling Wolf, regia di Rollin S. Sturgeon – cortometraggio (1913)
- The Smoke from Lone Bill's Cabin, regia di Rollin S. Sturgeon – cortometraggio (1913)
- A Corner in Crooks, regia di Rollin S. Sturgeon – cortometraggio (1913)
- When the Desert Was Kind, regia di Rollin S. Sturgeon – cortometraggio (1913)
- The Deceivers, regia di Rollin S. Sturgeon – cortometraggio (1913)
- The Two Brothers, regia di Rollin S. Sturgeon – cortometraggio (1913)
- Bedelia Becomes a Lady, regia di Rollin S. Sturgeon – cortometraggio (1913)
- The Transition – cortometraggio (1913)
- The Power That Rules, regia di Rollin S. Sturgeon – cortometraggio (1913)
- Cinders, regia di Rollin S. Sturgeon – cortometraggio (1913)
- The Wrong Pair, regia di Rollin S. Sturgeon – cortometraggio (1913)
- What God Hath Joined Together, regia di Rollin S. Sturgeon – cortometraggio (1913)
- Sandy and Shorty Work Together, regia di Robert Thornby – cortometraggio (1913)
- The Sixth Commandment, regia di William J. Bauman – cortometraggio (1913)
- The Fortune Hunters of Hicksville, regia di Robert Thornby – cortometraggio (1913)
- A Doll for the Baby, regia di W.J. Bauman (William J. Bauman) – cortometraggio (1913)
- The Rivals, regia di Theodore Marston (1913)
- The Passing of Joe Mary, regia di Robert Thornby – cortometraggio (1913)
- His Lordship Billy Smoke, regia di R.T. Thornby (Robert Thornby) – cortometraggio (1913)
- Old Moddington's Daughters, regia di William J. Bauman – cortometraggio (1913)
- Sandy Gets Shorty a Job, regia di Robert Thornby – cortometraggio (1913)
- Sunny; or, The Cattle Thief, regia di William J. Bauman – cortometraggio (1913)
- When the West Was Young, regia di W.J. Bauman – cortometraggio (1913)
- Anne of the Trails, regia di William J. Bauman – cortometraggio (1913)
- When Friendship Ceases, regia di Robert Thornby – cortometraggio (1913)
- Sleuths Unawares, regia di Robert Thornby – cortometraggio (1913)
- A Broken Melody, regia di Robert Thornby – cortometraggio (1913)
- Thieves, regia di William J. Bauman – cortometraggio (1913)
- A Pair of Prodigals, regia di Robert Thornby – cortometraggio (1913)
- Any Port in a Storm, regia di William J. Bauman – cortometraggio (1913)

- Sandy and Shorty Start Something, regia di Robert Thornby – cortometraggio (1914)

- The Horse Thief, regia di Ulysses Davis (1914)

- The Little Angel of Canyon Creek, regia di Rollin S. Sturgeon (1914)

- Smashing Barriers, regia di William Duncan (1919)
- Crimson Gold, regia di Clifford S. Elfelt (1923)

- Pegeen, regia di David Smith (1920)
- Il coraggio di Magda (The Courage of Marge O'Doone), regia di David Smith (1920)